# Довгий Іван Григорович
Іва́н Григо́рович До́вгий (4 січня (ст.ст.) 1889, Підлипне — 1 листопада 1937, Чернігів) — український державний і політичний діяч. Член Української Центральної Ради.

## Біографія
Народився у 1889 році в селі Підлипне Конотопської міськради. У 1906 році закінчив 2-х класну школу в с. Підлипне і став членом партії російських есерів. З 15 років пішов працювати на завод слюсарем.
В 1917 році перейшов до партії українських есерів. Член Центральної Ради від УПСР.
В 1929 році був арештований за участь в СВУ і в грудні 1930 р. засланий на 3 роки до концтабору Котлас. Особливою нарадою ДПУ від 19. 10. 1931 р. звільнений. Згодом знову арештований. Засіданням «трійки» при Чернігівському Облуправлінні НКВС УРСР від 25 жовтня 1937 року був засуджений до розстрілу з конфіскацією майна за належність до «української націоналістичної організації та ведення антирадянської агітації».
1 листопада 1937 року в Чернігівській в'язниці вирок було виконано.
Реабілітований у 1989 році прокуратурою Сумської області.